# Armée du Tennessee (Confédérée)
Pour l’article homonyme, voir Armée du Tennessee.
L'Armée du Tennessee (Army of Tennessee en anglais), créée le 20 novembre 1862, est la principale armée confédérée présente entre les Appalaches et le fleuve Mississippi durant la guerre de Sécession. Elle tire son nom de l'État du Tennessee. Elle se rend le 26 avril 1865 à Bennett Place.
Elle ne doit pas être confondue avec son homonyme nordiste, l'une des armées de l'Union qui opère sur le théâtre Ouest de la guerre et qui, elle, tire son nom de la rivière Tennessee.

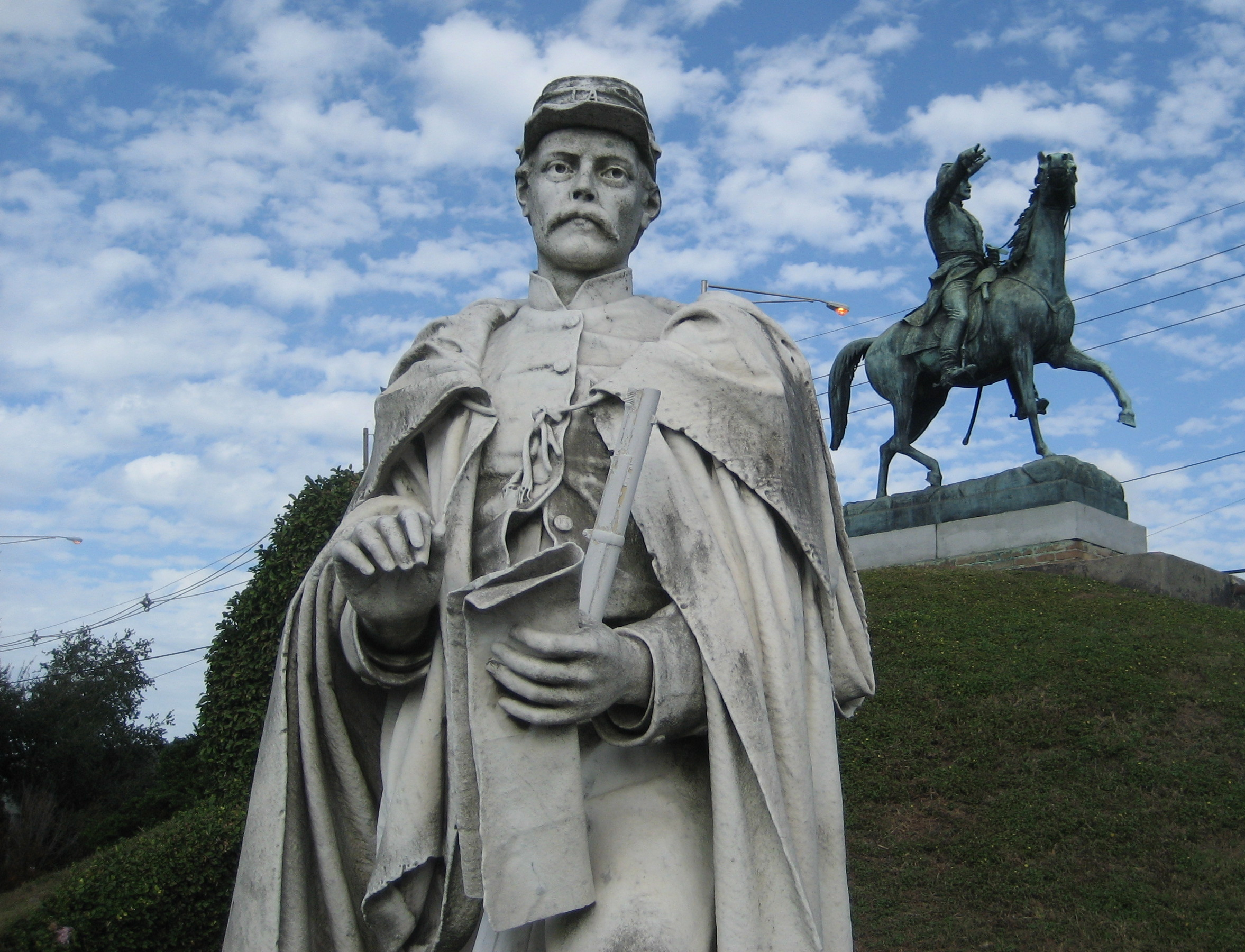
Monument dédié aux morts de l'Armée du Tennessee de la Confédération dans le cimetière de Métairie à La Nouvelle-Orléans.

## Origines
Elle provient de la réunion de l’armée du Kentucky avec une partie de l'armée du Mississippi. Elle avait à l'origine un effectif de 47 000 hommes répartis en trois corps d'armée d'infanterie et une division de cavalerie.

## Campagnes
Elle fut commandée dès sa création par le général Braxton Bragg et affronta l'armée du Cumberland de William S. Rosecrans à la bataille de la Stones River (appelée Murfreesboro par les Confédérés) le 31 décembre 1862 où elle fut forcée de battre en retraite vers Tullahoma, à quarante kilomètres plus au sud.
Lorsque Rosecrans passa à l'offensive à l'été 1863 (offensive connue sous le nom de Campagne de Tullahoma) les forces de l'Union forcèrent Bragg à reculer vers le nord de la Géorgie, abandonnant l'important nœud ferroviaire de Chattanooga. Toutefois, en septembre de la même année, renforcée du corps d'armée du lieutenant général James Longstreet de l'armée de Virginie septentrionale, l’armée du Tennessee fut en mesure d'infliger une dure défaite aux troupes de Rosecrans à Chickamauga, ce qui lui permit d'assiéger Chattanooga. L’armée du Cumberland reçut cependant aussi des renforts : les troupes de l'armée de l'Union du Tennessee, du Grant ainsi que 2 corps d'armée de l'armée du Potomac du major général Joseph Hooker.
Le 25 novembre, les 2 armées se rencontrèrent à la Bataille de Chattanooga, à Missionary Ridge ; les confédérés furent défaits avec pour conséquences l'abandon du siège de Chattanooga et le retrait vers le nord de la Géorgie.

### Départ de Bragg
Bragg fut relevé de son commandement à la suite de cette grave défaite et celui-ci fut confié au général Joseph E. Johnston qui était plus apprécié par la troupe et les officiers que Bragg. Durant la campagne d'Atlanta en 1864, Johnston dut affronter les armées réunies de l'Union du général William T. Sherman dont l'objectif était de conquérir Atlanta. Johnston, qui savait par expérience que la survie de son armée (composée de deux corps d'infanterie et un corps de cavalerie et par la suite renforcée des restes de l’armée du Mississippi en mai 1864) était plus importante que la défense d'un territoire, évitait toujours le contact direct avec l'armée de Sherman, effectuant des retraites bien menées qui, cependant, n'étaient pas du goût du Gouvernement confédéré à Richmond, en particulier du Président Jefferson Davis qui n'avait jamais été en bons termes avec Johnston. À la suite de la victoire de Sherman au fleuve Chattahoochee, qui contraignait l’armée confédérée à se retirer vers Atlanta, Johnston fut relevé de son commandement et remplacé par le général John Bell Hood le 18 juillet 1864.
La façon de commander de Hood fut désastreuse. Après de nombreuses tentatives infructueuses visant à contraindre les forces de Sherman de se retirer d'Atlanta, le 2 septembre 1864 la ville fut occupée par les troupes de l'Union. Hood, au lieu de continuer à combattre Sherman, se retira vers l'ouest dans le nord du Tennessee, ce qui permit à Sherman de se diriger vers le sud (campagne que l'on a dénommé Marche vers la mer). Pendant ce temps Hood se heurta dans le Tennessee à l’armée du Cumberland, commandée par le major général George Henry Thomas, et à l’armée de l'Ohio commandée par le major général John M. Schofield. Le 30 novembre 1864, Hood, à la bataille de Franklin, fut écrasé par l'armée, pourtant moins nombreuse, de Schofield, perdant presque un quart de ses effectifs, mais continuant à avancer vers le nord, dans le centre du Tennessee où il tenta d'assiéger Nashville. Le 15 décembre les troupes de Thomas lancèrent leur attaque, anéantissant quasi complètement l'Armée confédérée du Tennessee, à la bataille de Nashville.
Hood battit en retraite vers Tupelo, Mississippi, remit son commandement le 23 janvier 1865 et demanda à retrouver son rang de lieutenant général.
Par la suite, l’armée confédérée du Tennessee cessa d'être une force combattante effective. Elle fut incorporée dans une plus vaste armée commandée par le général Joseph E. Johnston et qui comprenait, outre l’armée du Tennessee, des troupes de Caroline du Sud, de Caroline du Sud, de Géorgie et de Floride. L'ensemble, appelé armée du Sud, comptait 20 000 hommes.
La capitulation de l'armée de Virginie septentrionale commandée par Robert E. Lee précipita sa capitulation face aux troupes de Sherman le 26 avril 1865 à Durham Station en Caroline du Nord

### Commandants
| Commandant                        | De               | A               |
| --------------------------------- | ---------------- | --------------- |
| Gen. Braxton Bragg                | 20 novembre 1862 | 2 décembre 1863 |
| Lt. Gen. William J. Hardee (Temp) |                  |                 |
| Gen. Joseph E. Johnston           | 27 décembre 1863 | 18 juillet 1864 |
| Gen. John Bell Hood               | 18 juillet 1864  | 23 janvier 1865 |
| Lt. Gen. Richard Taylor (Temp)    |                  |                 |
| Gen. Joseph E. Johnston           | 25 février 1865  | 26 avril 1865   |

### Organisation
- Premier corps de l'armée du Tennessee
- Deuxième corps de l'armée du Tennessee
- Troisième corps de l'armée du Tennessee

### Principales batailles et campagnes
- Bataille de la Stones River (Bragg)
- Bataille de Chickamauga (Bragg)
- Bataille de Chattanooga (Bragg)
- Campagne d'Atlanta (Johnston, puis Hood)
- Campagne de Franklin-Nashville (Hood)
- Campagne des Carolines (Johnston)